# Dorton
Dorton är en ort och civil parish i Storbritannien.   Den ligger i kommunen Buckinghamshire och riksdelen England, i den södra delen av landet, 70 km nordväst om huvudstaden London. Dorton ligger 79 meter över havet och antalet invånare är 166.
Terrängen runt Dorton är platt. Runt Dorton är det ganska tätbefolkat, med 192 invånare per kvadratkilometer. Närmaste större samhälle är Oxford, 18,4 km väster om Dorton. Trakten runt Dorton består till största delen av jordbruksmark.